# فرمان الإصلاحات
فرمان الإصلاحات هو فرمان أصدره السلطان عبد المجيد يوم 11 جمادى الآخرة 1272 هـ (18 شباط 1856 م).
وقد قضى الفرمان بالتساوي بين المسلمين وغير المسلمين من رعايا الدولة العثمانية، كما ألغى ضريبة الجزية عن النصارى.